# آرزاکان
آرزاکان (به ارمنی: Արզական) یک شهرک در ارمنستان است که در استان کوتایک واقع شده‌است.   در  کیلومتری شمال هرازدان، مرکز استان کوتایک واقع شده است.

## خصوصیات
آرزاکان  ۲٬۸۸۹ نفر جمعیت دارد و در ارتفاع  متر بالاتر از سطح دریا قرار گرفته است.

## نگارخانه

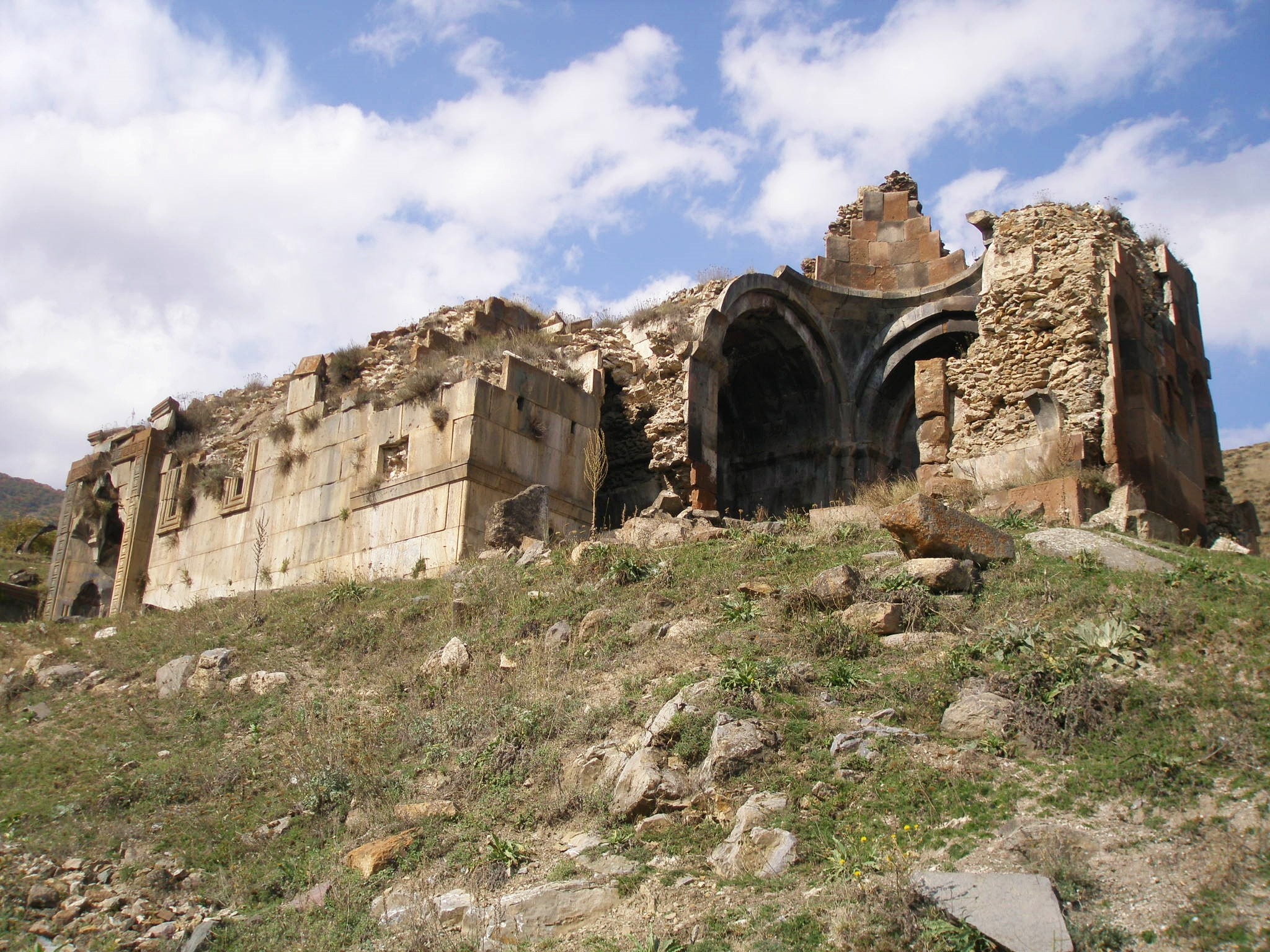
S. Astvatsatsin Church at Neghutsi Vank, 10th-11th centuries
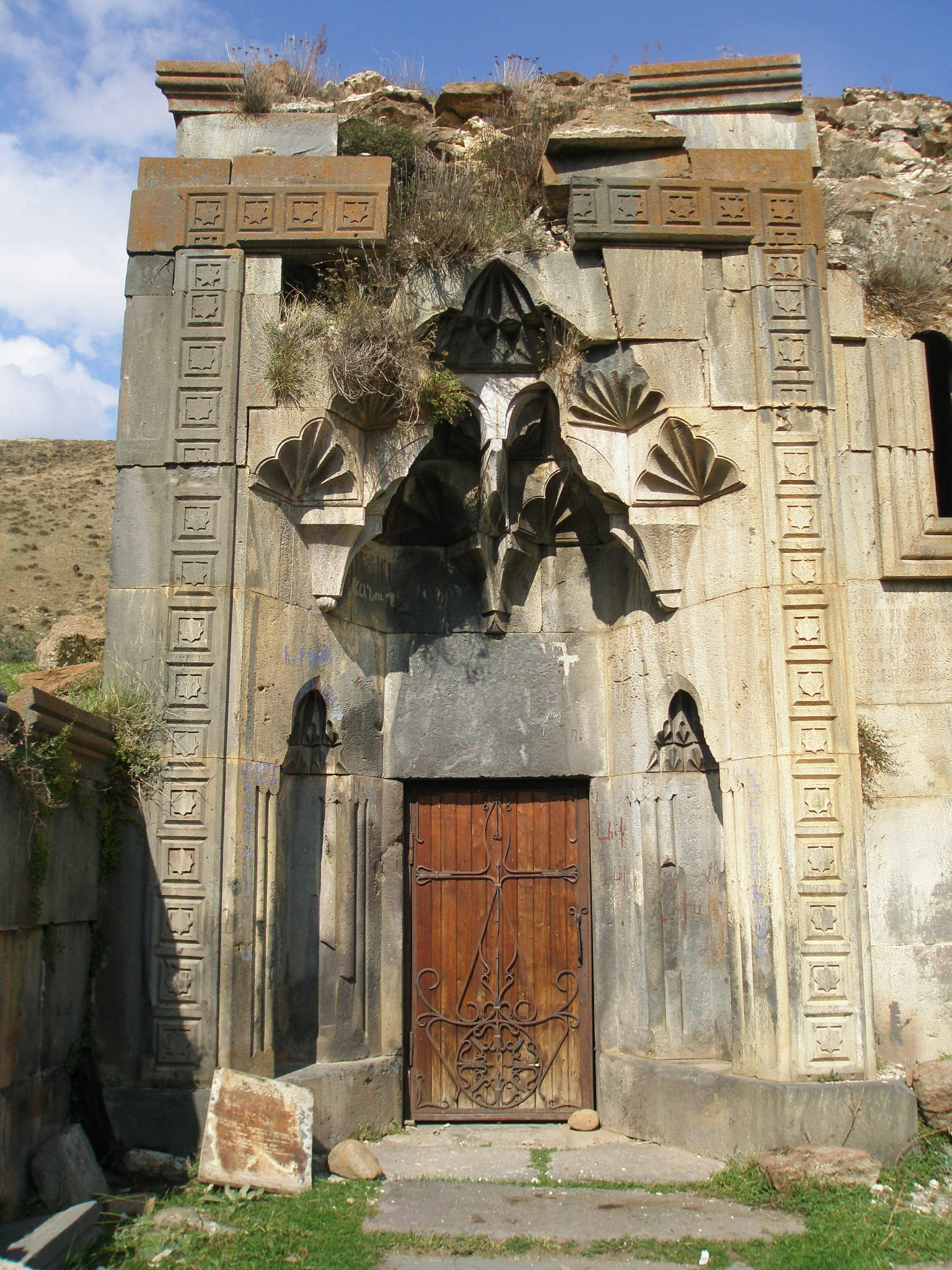
South entrance to the gavit at Neghutsi Vank
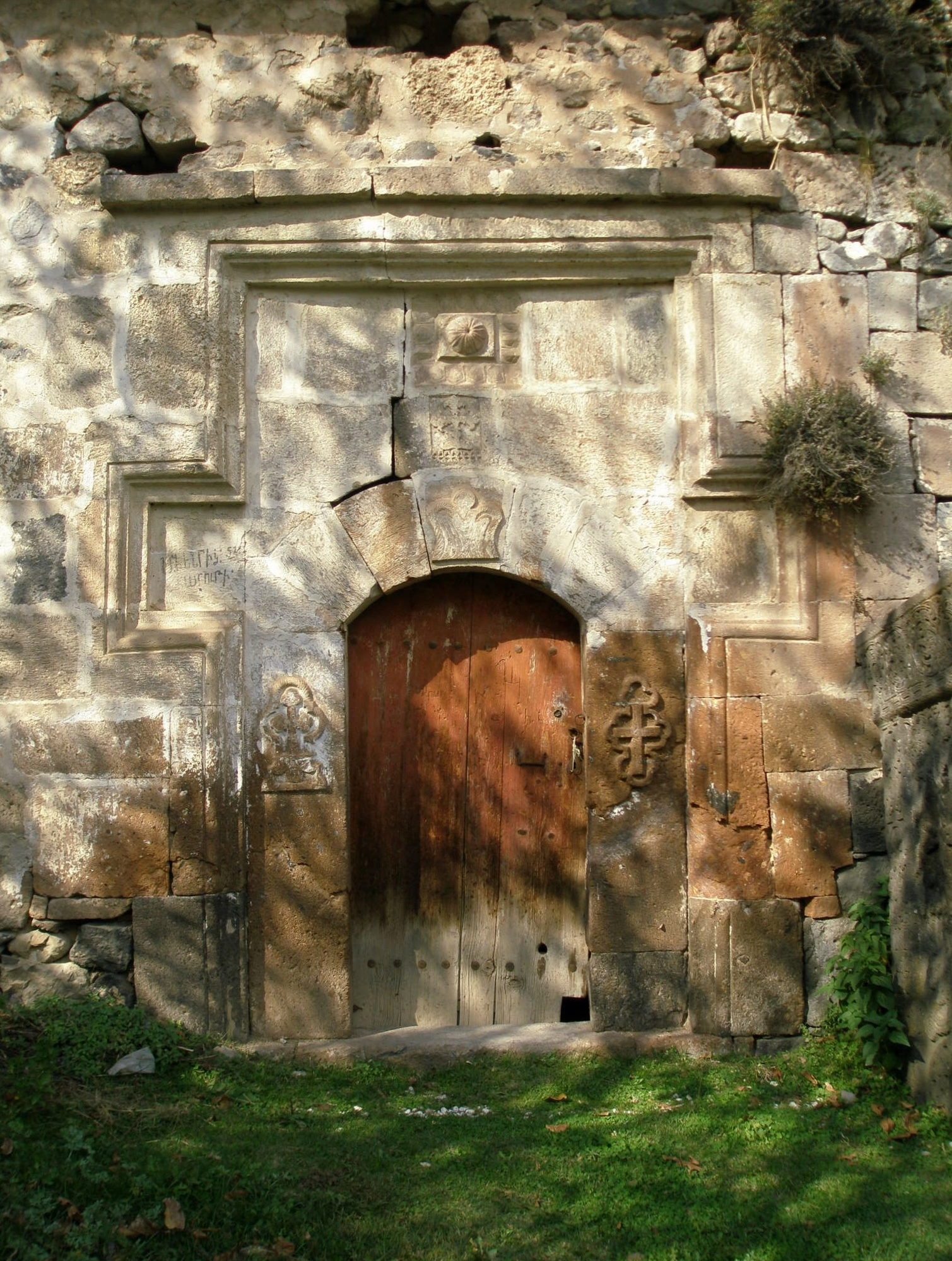
Village church door
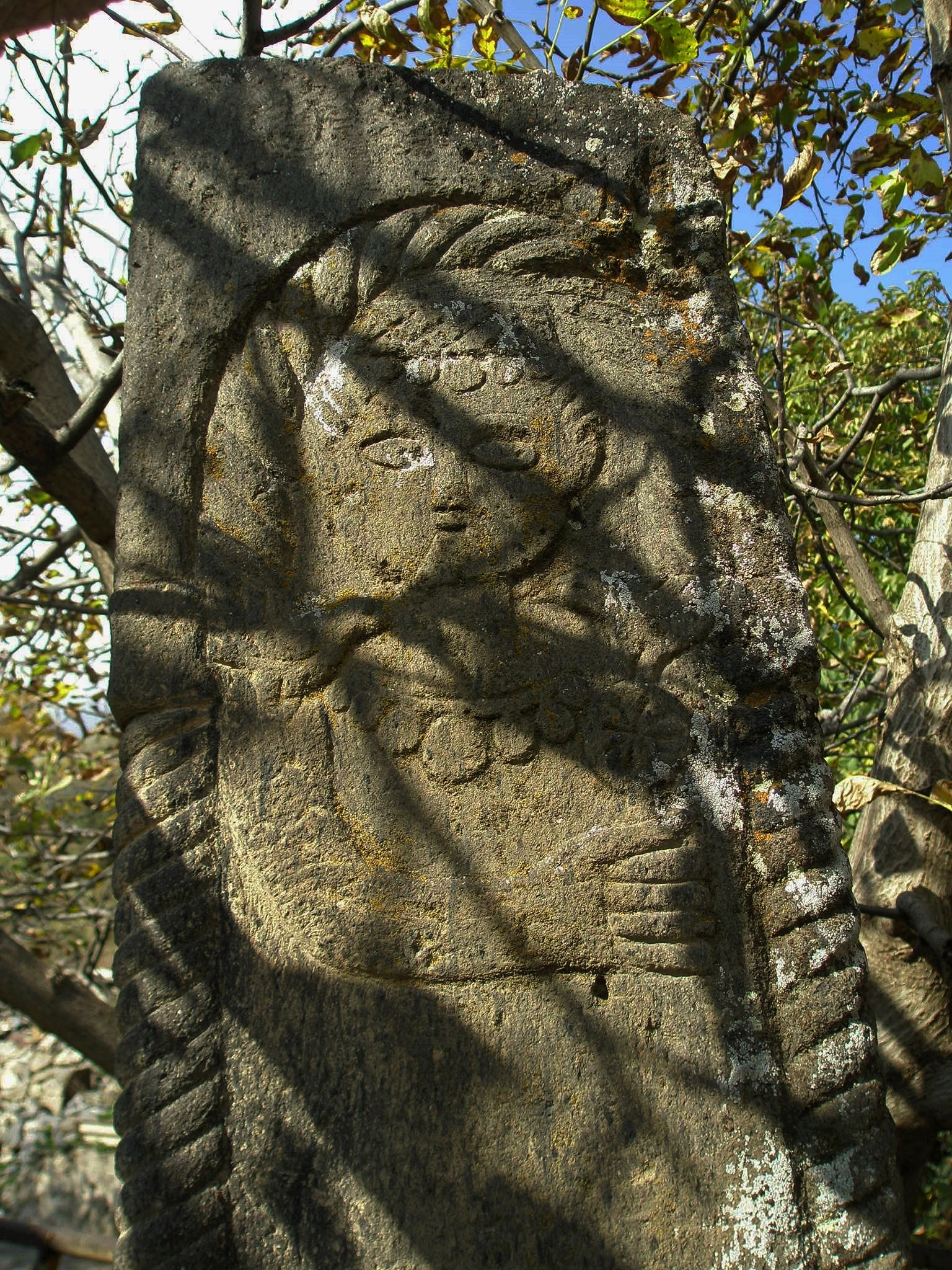
Stone pillar set on a plinth with a carving of a woman (possibly S. Astvatsatsin) adjacent to the church
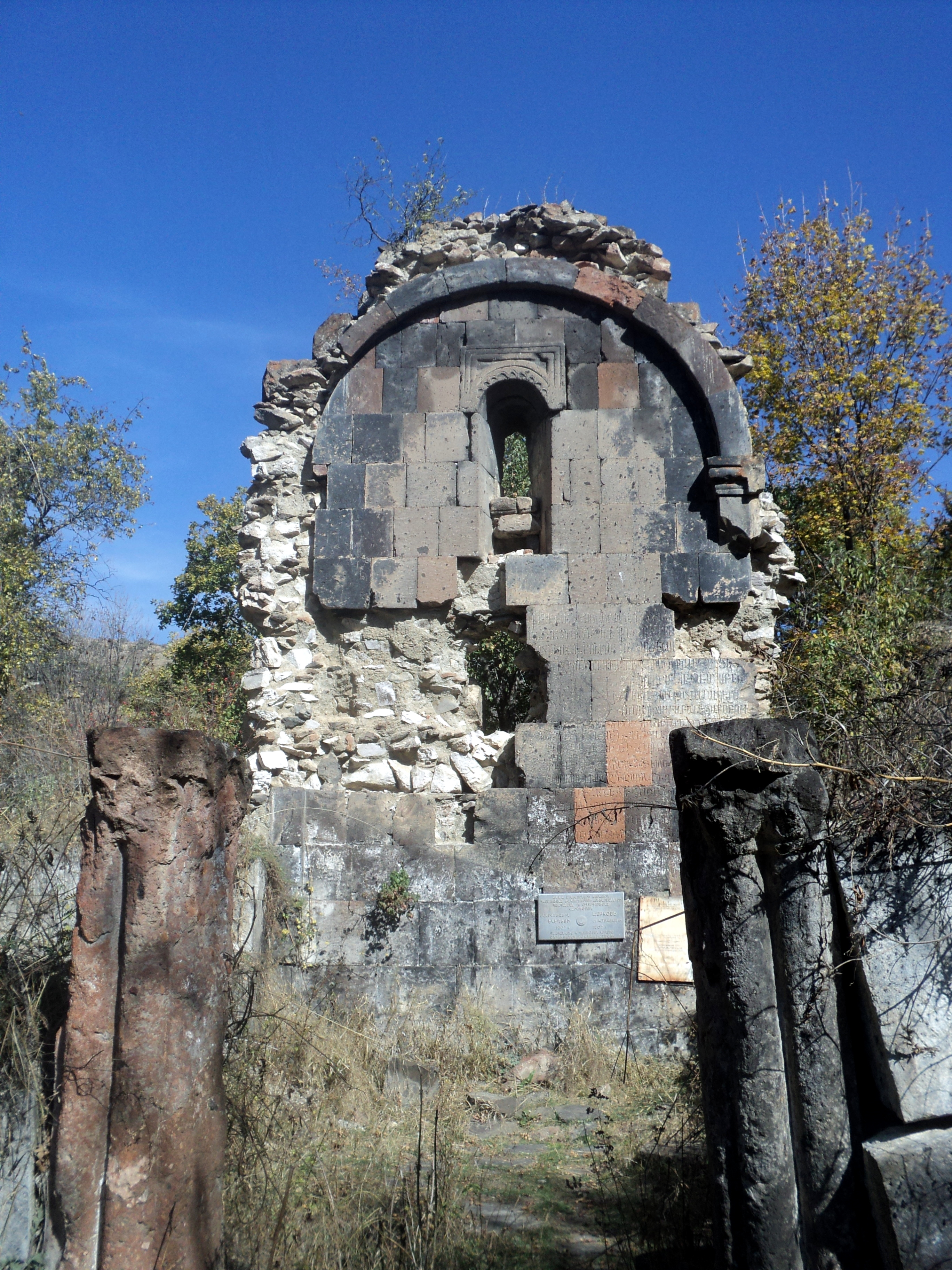
S. Astvatsatsin Church, 1207
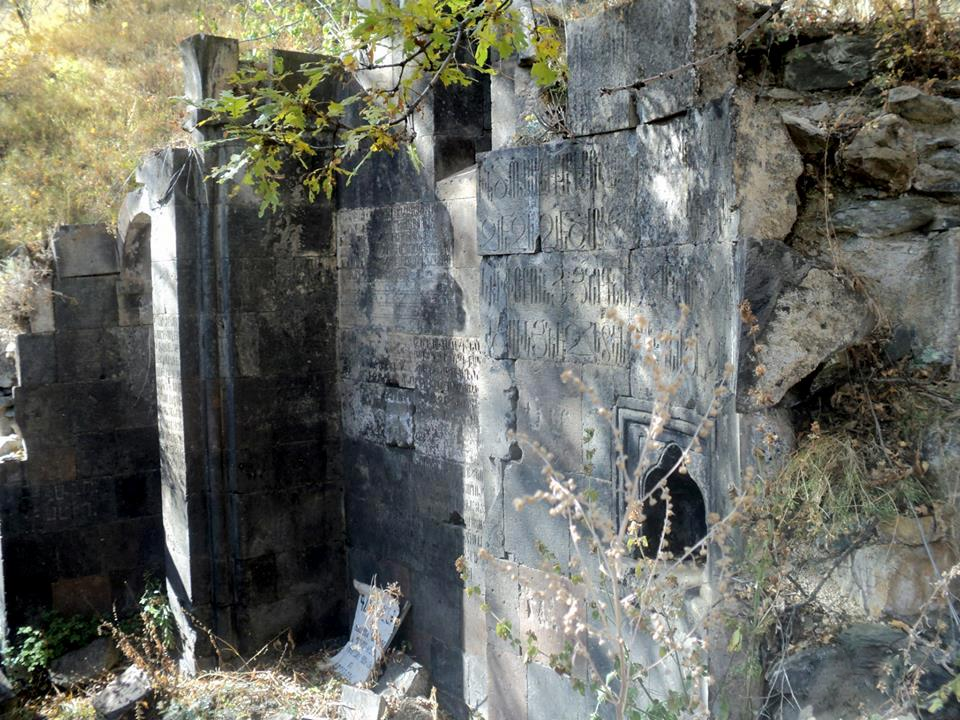
Ghuki Vank, 13th century